# Bành Văn Trân
Bành Văn Trân (1933-1967) là một liệt sĩ và Anh hùng lực lượng vũ trang nhân dân Việt Nam.

## Thân thế cuộc đời
Ông còn có biệt danh là Năm Vững, sinh ngày 3/2/1933, quê tại xã Tân Sơn Nhì, quận Tân Bình, tỉnh Gia Định, nay thuộc Thành phố Hồ Chí Minh. Thân phụ ông từng tham gia Việt Minh chiến đấu chống quân Pháp tái chiếm Đông Dương, năm 1949 bị chính quyền thực dân Pháp bắt giữ và tra tấn thành bệnh. Vì vậy, từ năm 16 tuổi, ông phải đi vắt sữa bò thuê để nuôi cha giúp mẹ. Năm 22 tuổi, ông lập gia đình với bà Phạm Thị Thảnh lớn hơn ônh 1 tuổi, người làng Tân Quý (nay là phường Tân Quý, quận Tân Phú) chuyên trồng rau bán các chợ. Hai ông bà có bốn người con trai.
Năm 1956, ông tham gia biểu tình phản đối chính quyền Việt Nam Cộng hòa di dời dân để lấy đất mở rộng Phi trường Tân Sơn Nhứt. Cuộc biểu tình không đạt được mục đích, ông bắt đầu hoạt động liên lạc cho các cán bộ Cộng sản hoạt động bí mật ở miền Nam, rồi tham gia hoạt động vũ trang chống lại chính quyền Việt Nam Cộng hòa.
Năm 1961, ông gia nhập lực lượng đặc công Sài Gòn - Chợ Lớn - Gia Định. Năm 1965, ông được phân công làm Chính trị viên Đại đội 10 đặc công Sài Gòn - Gia Định, đã chỉ huy và tham gia đánh nhiều trận, quan trọng nhất là trận tập kích Phi trường Tân Sơn Nhứt đêm 2 tháng 12 năm 1966, phá hủy 200 máy bay hiện đại, hàng chục xe quân sự, tiêu diệt và làm bị thương 400 sĩ quan và binh sĩ Mỹ, 250 sĩ quan và binh sĩ Việt Nam Cộng hòa, làm chấn động dư luận bấy giờ. Sau trận tập kích này, ông được Ủy ban Trung ương Mặt trận Dân tộc giải phóng miền Nam Việt Nam tặng thưởng Huân chương Chiến công hạng Ba.
Tuy nhiên, không lâu sau trận tập kích, ông bị chính quyền Việt Nam Cộng hòa bắt giữ, bị đày đi Côn Đảo và bị sát hại trong tù năm 1968, hưởng dương 34 tuổi. Năm 1977, bà Phạm Thị Thảnh mới nhận được giấy báo tử của chồng ghi “Hy sinh tháng 9/7/1968, không tìm thấy hài cốt”.

## Vinh danh
Ngày 17 tháng 9 năm 1967, ông được Ủy ban Trung ương Mặt trận Dân tộc giải phóng miền Nam Việt Nam ký sắc lệnh tuyên dương Anh hùng lực lượng vũ trang nhân dân giải phóng.
Tên ông được đặt cho một trường tiểu học nằm trên con đường cùng tên ở phường 7, quận Tân Bình, Thành phố Hồ Chí Minh.